# Campodesmidae
Campodesmidae är en familj av mångfotingar. Campodesmidae ingår i ordningen banddubbelfotingar, klassen dubbelfotingar, fylumet leddjur och riket djur. Enligt Catalogue of Life omfattar familjen Campodesmidae 10 arter. 
Kladogram enligt Catalogue of Life:
| Campodesmidae | \| \| Campodesmus \| \| \| \| \| \| Cyphozonus \| \| \| \| \| \| Tropidesmus \| \| \| \| |
|               | \| \| Campodesmus \| \| \| \| \| \| Cyphozonus \| \| \| \| \| \| Tropidesmus \| \| \| \| |
|               | Campodesmus                                                                              |
|               |                                                                                          |
|               | Cyphozonus                                                                               |
|               |                                                                                          |
|               | Tropidesmus                                                                              |
|               |                                                                                          |